# Громыко, Марина Михайловна
Мари́на Миха́йловна Громы́ко (3 сентября 1927, Минск, СССР — 28 августа 2020) — советский и российский историк и этнограф, специалист в области позднесредневековой истории Европы, истории Сибири в эпоху позднего феодализма и становления капитализма. Доктор исторических наук, профессор, лауреат Государственной премии Российской Федерации (1992).

## Биография
Родилась 3 сентября 1927 года в Минске в семье учёного-географа Михаила Александровича Громыко (1885—1969) и учительницы Лидии Ивановны, урождённой Ритор (1897—1989).
В 1950 году окончила исторический факультет МГУ имени М. В. Ломоносова. В 1953 году там же окончила аспирантуру и защитила диссертацию на соискание учёной степени кандидата исторических наук по теме «Развитие капиталистических отношений в промышленности и торговле северных провинций Нидерландов XVI века».
В 1954—1959 годах — младший научный сотрудник кафедры истории Средних веков МГУ имени М. В. Ломоносова.
Работала в группе учёных-организаторов гуманитарных исследований в СО АН СССР: старший научный сотрудник Постоянной комиссии по общественным наукам СО АН СССР (1959—1961), с 1961 года — сотрудник сектора истории промышленности (с 1962 — сектор гуманитарных исследований) Института экономики и организации промышленного производства СО АН СССР, с 1966 года — старший научный сотрудник, и. о. заведующей сектором истории дооктябрьского периода Института истории, филологии и философии (ИИФФ) СО АН СССР. Также работала в группе учёных-организаторов гуманитарных исследований в СО АН СССР.
В 1962—1969 годах преподавала на гуманитарном факультете Новосибирского государственного университета (доцент, профессор). В 1965 году защитила диссертацию на соискание учёной степени доктора исторических наук по теме «Русское население и земледельческое освоение Западной Сибири в 30-80-х годах XVIII века». В 1968 году присвоено учёное звание профессора.
В феврале 1968 года в числе 46 сотрудников СО АН СССР и преподавателей НГУ подписала письмо с протестом против нарушения гласности в ходе судебного процесса по делу диссидентов Галанскова и Гинзбурга. Была постоянной участницей Международных симпозиумов по аграрной истории Восточной Европы.
В 1977—2004 годах — старший, затем главный научный сотрудник Института этнографии АН СССР (Института этнологии и антропологии РАН).
Автор и член редакционной коллегии двухтомника «Истории Сибири» (Л., 1968), основатель и главный редактор научного журнала «Традиции и современность». В 1992 году выступила инициатором и руководителем научного семинара «Православие и русская народная культура».
Была замужем за членом-корреспондентом АН СССР Н. А. Желтухиным.

## Научная деятельность
В начале своей научной деятельности М. М. Громыко занималась изучением социально-экономической истории Западной Европы. В кон. 1950-х — 1970-е годы основным предметом исследований стала история земледельческого освоения, общины, а также хозяйственной и духовной традиций Сибири XVIII—XIX веках.
С конца 1970-х годов исследовала традиционные формы поведения, общения и религиозной жизни крестьянства России в XIX—XX веках.
Была научным руководителем шести кандидатских диссертаций по тематике православия. В 1992—1996 годах была ответственным редактором шести выпусков альманаха «Православие и русская народная культура». В последнее время занималась исследованиями по программе «Православие в народной жизни».

## Научные труды

### Монографии
- Громыко М. М. Западная Сибирь в XVIII в. Русское население и земледельческое освоение. — Новосибирск: Наука, 1965.
- Громыко М. М. Трудовые традиции русских крестьян Сибири (XVIII — первая половина XIX в.). — Новосибирск: Наука, 1975.
- Громыко М. М. Сибирские знакомые и друзья Ф. М. Достоевского. 1850—1854 гг. — Новосибирск: Наука, 1985. — (Страницы истории нашей Родины).
- Громыко М. М. Традиционные нормы поведения и формы общения русских крестьян XIX в. / Отв. ред.: В. А. Александров, В. К. Соколова; Акад. наук СССР, Ин-т этнографии им. Н. Н. Миклухо-Маклая. — М.: Наука, 1986. — 278 с.
- Громыко М. М. Мир русской деревни. — М.: Молодая гвардия, 1991, ISBN 5-235-01030-2.
- Громыко М. М., Буганов А. В. О воззрениях русского народа. — М., 2000.
- Громыко М. М. Святой праведный Феодор Кузьмич — Александр I Благословенный. Исследование и материалы к житию. — М.: Паломник, 2007, 2010
- Громыко М. М. Обращение к старцам в духовной жизни русских XX века. Период гонений на веру и Церковь. — М.: Паломник, 2015
- Громыко М. М. О духовном возрасте ученых и изучаемых: научные очерки по материалам России XIX—XXI веков. — М.: Паломник, 2018

### Экспертизы
- Белянин В. П., Громыко М. М., Леонтьев Д. А., Небольсин С. А.. Комплексное экспертное заключение по гражданскому делу 2-452/99. Головинский межмуниципальный суд САО г. Москвы (4 октября 2000). Дата обращения: 19 июля 2014. Архивировано из оригинала 21 июля 2013 года.

## Награды
- Государственная премия Российской Федерации (1992) за цикл монографий «Традиционная культура русского народа в XVII — начале XX вв.»[2]
- Премия памяти митрополита Макария (Булгакова) (2001) за монографию «О воззрениях русского народа»[2]